# Vicent Guilló Barceló
Vicent Guilló Barceló (Vinaròs, 2 de febrer de 1647 - València, 12 de març de 1698), fou un pintor del barroc valencià, germà d'Eugeni Guilló.

## Biografia
Fou el segon fill de Vicent Guilló, sastre, i Paula Barceló, residents que no naturals, de Vinaròs. Vicent Guilló viu els primers anys a Vinaròs i, possiblement, mou a València per a entrar com a aprenent amb algun pintor de la capital. Per les característiques pictòriques que desenvolupa amb posterioritat, el seu mestre pot haver estat Vicent Salvador Gómez, Vicent Giner o Vicent Victòria. Surt del seu aprenentatge dominant la pintura sobre llenç, el fresc i el daurat, i torna al nord valencià a treballar.
En 1671, a Catí, daura la peanya i el pendó del retaule de Sant Antoni Abat. Aquest és el seu primer treball conegut.
Dos anys després, el 12 de febrer de 1673, casa amb Paula Cano, i la família estableix la seva residència en Vinaròs. A Vinaròs residint neixen els seus primers cinc fills, i per arrodonir els ingressos aconsegueix ésser nomenat clavari de la borsa comuna en 1684, i a l'acabament d'aquesta tasca, cobra els seus serveis el 23 de juliol de 1685. Poc després mou de Vinaròs, i canvia diverses vegades de lloc de residència, segons els encàrrecs rebuts.
En 1673 pinta el llenç intitulat Baptisme de Jesús per a la capella del baptisme de l'església de l'Assumpció de Vinaròs. En els anys següents treballa en daurats i obres menors, i sols es té constància en alguns casos. En 1678 treballa en l'Ermita de la Mare de Déu dels Àngels de Sant Mateu; durant els anys 1679-1680 pinta i daura l'orgue de l'església de Vinaròs; en 1681 torna a treballar a l'ermita de la Mare de Déu dels Àngels de Sant Mateu, i a finals de 1684 és contractat per a daurar l'altar major de l'església de l'Assumpció d'Albocàsser, que finalitza en 1687.
En 1685 rep l'encàrrec de pintar un llenç per al retaule de la Basílica del Lledó, amb la coronació de la Mare de Déu com a tema, destruït el 1936. En 1686 realitza 10 llenços per al retaule major de l'ermita de la Mare de Déu de la Langosta, a Alpeñés, desapareguts també el 1936. L'any 1688 pinta tres quadres per al convent de franciscans de Terol. Aquests treballs per terres del sud d'Aragó, semblen indicar una estada més o menys llarga per territori aragonès.
Entre 1689 i 1690 decora l'ermita de Sant Pau, on ja apareix el seu germà Eugeni com a col·laborador seu, col·laboració que es mantindrà fins a la mort de Vicent. En aquests dos anys visqué a Albocàsser. Aquestes pintures murals, les primeres que es troben documentades, es converteixen en un punt de referència artístic a les comarques del nord valencià.
En 1690 pinta el llenç Adoració dels Reis, obra perduda, per a l'hospital de Santa Tecla de Tarragona, considerada una de les seves obres principals. A l'any següent torna a treballar en Vinaròs, en l'església arxiprestal, decorant el presbiteri amb dos grans llenços, un a cada costat de l'altar major, representant L'Assumpció de Maria i La coronació de la Verge, desapareguts també durant la Guerra Civil; i en el mateix 1691 es trasllada a València per a decorar la capella del Crist de la Llum de l'església del convent de sant Domènec de València. I en 1692 pinta les portes de l'orgue en l'antiga església d'Alcalà de Xivert, amb quatre llenços dels quals actualment sols es conserven dos, representant diversos passatges de la vida del rei David; i a continuació decora la capella del Sagrari, que fou enderrocada quan es va decidir la construcció de la nova església parroquial.

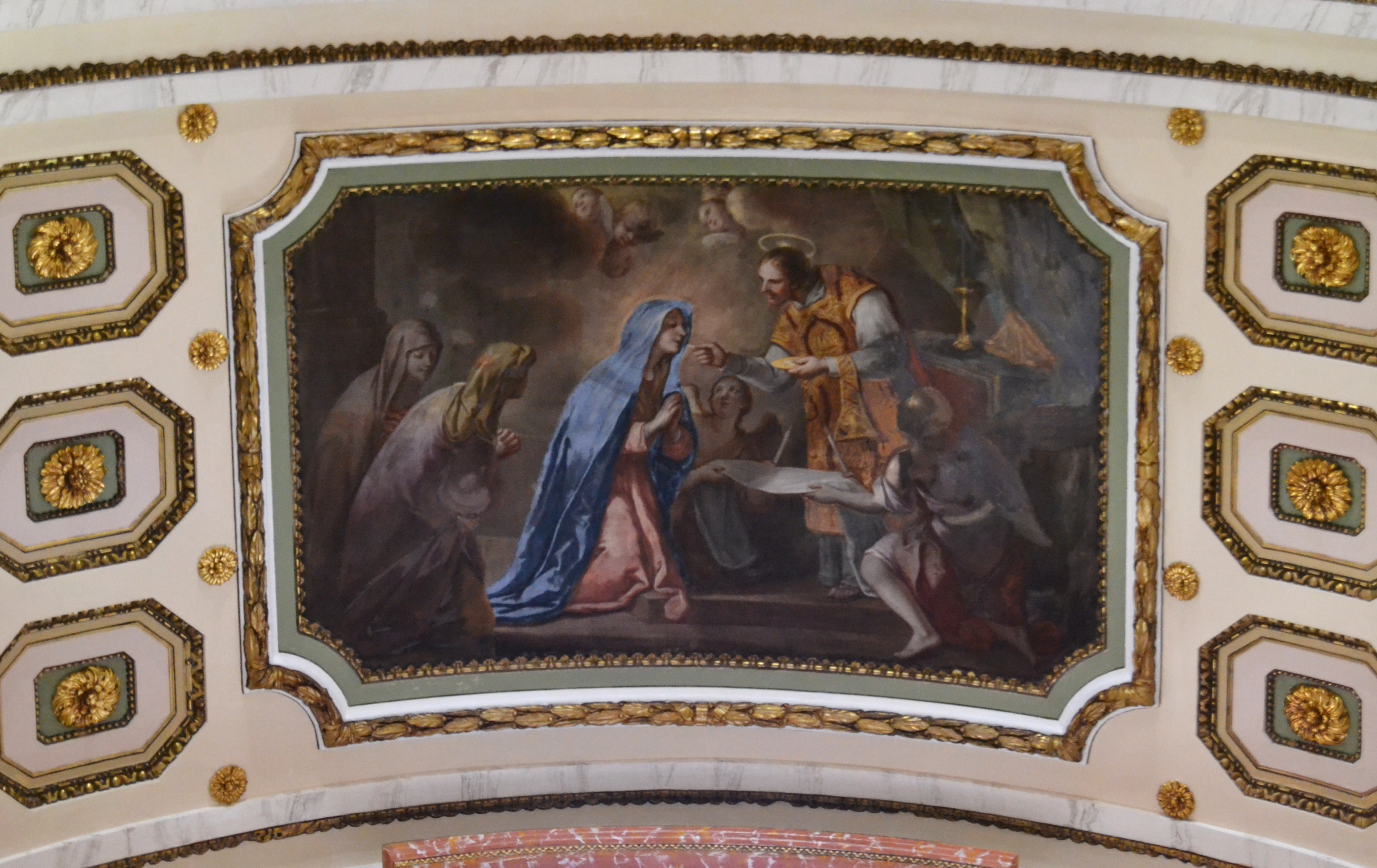

Des de meitat de 1692 fins a 1694 pinta dos grans llenços, L'Aparició de la Verge a l'ermità i La visita de l'ermità al Patriarca Ribera, per als extrems del creuer de l'ermita de la Mare de Déu dels Àngels de Sant Mateu. Al mateix temps, durant la primera meitat de 1693, comença la decoració de la capella de la Comunió de l'església dels Sants Joans de València, que serveix també per veure la perícia de l'artista per a la decoració de l'església. Acabat l'encàrrec de Sant Mateu i provada la seva habilitat tècnica, torna a l'església dels Sants Joans per a decorar el presbiteri i la volta de la nau central, i pintades la volta i les llunetes, en 1697 se suspèn la decoració per discrepàncies entre el pintor i el clergat de l'església. El 4 de març de 1697, la Junta de Fàbrica i el clergat dels Sants Joans nomenen Antonio Palomino com a perit, el qual dictamina negativament sobre els treballs realitzats, en molts casos de forma subjectiva i en algunes ocasions injustament, i la Junta de Fàbrica rescindeix el contracte però ha de pagar una forta indemnització a l'autor. Fou llavors quan és contractat Palomino per realitzar la volta i el presbiteri. En aquest període també pinta un quadre per al convent del Carme de València.
De resultes del plet per la decoració dels Sants Joans, Vicent Guilló patí un atac apoplèctic, fa testament el 10 de març de 1698, mor el 12 de març, i és soterrat el dia 13 de març en la mateixa església, en la sepultura dels beneficiats, al centre de la nau.

## Obra

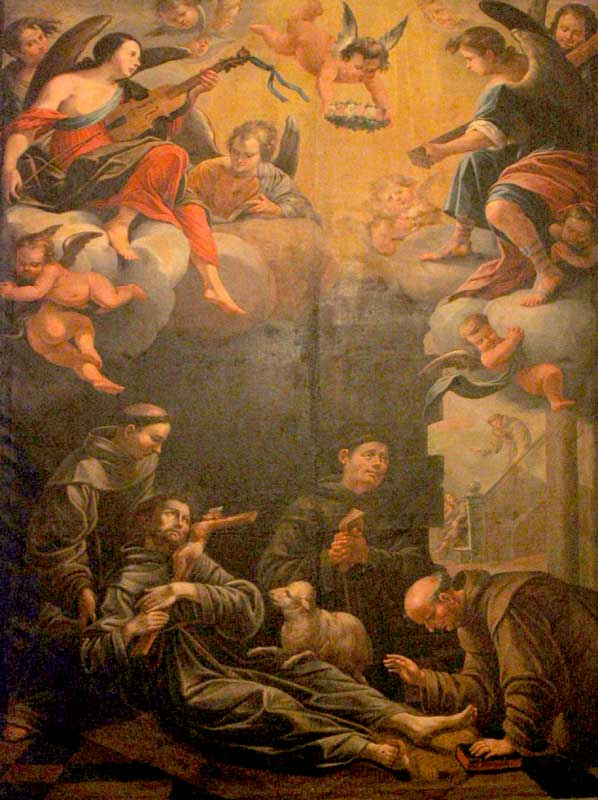

De l'obra coneguda, encara que en la majoria dels casos actualment desapareguda o destruïda, el que més abunda són els llenços, tot i que tradicionalment ha estat reconegut com un pintor de frescos.
les seves decoracions al fresc mostren un perfecte domini dels registres arquitectònics del seu període, que s'exemplifica en sant Pau d'Albocàsser: arc capialt a l'accés al presbiteri decorat amb requadres en forma de cassetons trapezoïdals; ús del trompe-l'oeil de sostre o sotto in su, les dinàmiques distorsions en biaix, les elevacions accelerades de línies, arcuacions el·líptiques i inflexions curvilínies; i l'intens cromatisme que serveix per a ressaltar els coixinets, rosetes i balustres.
L'estil de Vicent Guilló, com es veu en els seus llenços, el situa en el barroc colorista i dinàmic de la pintura cortesana del moment. Mostra els típics trencaments de glòria o invasió del plànol celestial en el terrenal, presenta un important domini de la perspectiva, i denota una correcta execució dels paisatges.
El seu estil mostra una forta vinculació amb l'escola madrilenya, representada per Carreño i Ricci; i és, en terres valencianes, seguidor de la pintura de quadratura (sotto in su), que arribà a Espanya de la mà dels pintors bolonyesos Mitelli i Colonna.
Les seves obres conservades, ordenades cronològicament, són les següents:
- Passatges de la vida de sant Francesc d'Assís (1688). El formen tres llenços: Sant Francesc i Sant Domènec protegeixen el món de la ira de Déu, Menjar de Sant francesc i Santa Clara al convent de Santa Maria dels Àngels i Mort de Sant Francesc, realitzats per al convent de franciscans de Terol.[11]
- La decoració del presbiteri de l'ermita de Sant Pau d'Albocàsser (1689-1690), amb la cúpula, i la volta i laterals de la capçalera. Destaca la cúpula dedicada a l'apoteosi celestial de Sant Pau, amb dues figures del sant, de jove i en la seua maduresa, rodejat per les virtuts cardinals i les teologals, tot presidit per Déu Pare, i en les petxines, quatre querubins també representant les virtuts del sant.[27]
- El llenç Nen Jesús de Passió (1691/1698). Actualment al Museu de Belles Arts de València, provinent del convent del Carme de València.[21]
- Els llenços David tocant l'arpa davant el rei Saül i El rei David tocant l'arpa (1692), que serviren com a portes de l'orgue de l'església d'Alcalà de Xivert, i que formaven un conjunt de quatre obres. Actualment es conserven en el Museu parroquial.[28]
- Les llunetes de la nau central, menys la situada damunt la capella de la Comunió, dels Sants Joans (1695-1697). Onze arquitectures fingides sobre un cel blau.[29]